# China Shipping Group
China Shipping Group est une entreprise chinoise de transport d'hydrocarbures. Son siège social est situé à Shanghai. Elle a été fondée en 1997. Elle possède la China Shipping Container Lines.

## Histoire
En décembre 2015, les autorités chinoises acceptent la fusion entre Cosco et China Shipping Group (CNSHI). En février 2016, la fusion est actée, sous le nom de China Cosco Shipping Corporation (COSCOCS), créant l'un des plus grands armateurs au monde présent dans le transport de conteneurs, mais aussi d'hydrocarbures ou de vrac. 